# شجاع الملك (سياسي)
شجاع الملك هو سياسي باكستاني كان عضوًا في الجمعية الوطنية الباكستانية من عام 2002 إلى عام 2007.